# Walter Bud

Leo Rauth: Porträt Walter Bud, Geige spielend, um 1912

Walter Bud (* 1. August 1890 in Leipzig; † 11. Mai 1915 im Gefecht bei Roclincourt) war ein deutscher Maler und Grafiker.

## Leben
Der Sohn des jüdischen Kaufmanns Adolf Bud und dessen Ehefrau Anna, geborene Ruthenburg (* 8. November 1860 in Lüppedorf; † 17. Mai 1921 in Leipzig), wuchs mit seinem älteren Bruder Hans Bud (* 18. März 1887 in Leipzig; † 16. Januar 1913 in Dresden) im Leipziger Waldstraßenviertel auf und besuchte von Ostern 1901 bis 1910 das König-Albert-Gymnasium seiner Heimatstadt. Nach der mit Auszeichnung bestandenen Reifeprüfung widmete er sich wie sein älterer Bruder zunächst dem Studium der Architektur an der Technischen Hochschule Dresden.
Seiner Neigung und Begabung folgend, wechselte er jedoch nach kurzer Zeit an die Kunstakademie Dresden, um sich im Porträt- und Aktzeichnen ausbilden zu lassen.
Ab April 1913 war er Schüler von Hermann Groeber und Peter Halm an der Münchner Kunstakademie. Anschließende Studienreisen nach Italien brachten ihm reiche künstlerische Anregungen.
Walter Buds künstlerisches Werk umfasst hauptsächlich Radierungen, von denen Hermann Voss eine Anzahl für die Grafische Sammlung des Museums der Bildenden Künste in Leipzig erwerben konnte.

Todesanzeige für Walter Bud, Berliner Tageblatt v. 27. Mai 1915

Der Erste Weltkrieg beendete Walter Buds weitere künstlerische Entwicklung. Er fiel als Unteroffizier eines Infanterieregiments der 6. Königlich Bayerischen Reserve-Division in der Zweiten Flandernschlacht während des Gefechts bei Roclincourt durch einen Kopfschuss. Sein Grab befindet sich auf der Kriegsgräberstätte der Gemeinde Saint-Laurent-Blangy im Département Pas-de-Calais.
Der Leipziger Kunstverein widmete Walter Bud vom 11. Juli bis zum 1. August 1915 eine Gedächtnisausstellung im Vortragssaal des Museums der bildenden Künste, die neben den vom Museum bereits zu Lebzeiten des Künstlers erworbenen Grafiken weitere gezeichnete und radierte Porträts, Karikaturen, seine Skizzenbücher aus dem Felde, in denen er seine Kriegseindrücke mit Bleistift festgehalten hatte, sowie ergänzend zwei Walter-Bud-Porträts seines Künstlerfreundes Leo Rauth beinhaltete.
In einer limitierten Auflage von 20 Stück veröffentlichte die Leipziger Kunsthandlung P. H. Beyer & Sohn 1922 eine Mappe mit 12 Original-Radierungen von Walter Bud, gedruckt auf Japanpapier. Das Vorwort verfasste Karl Ettlinger. Ein Exemplar befindet sich heute in der Thomas J. Watson Library des Metropolitan Museum of Art in New York.

## Nachruf
Robert Corwegh schrieb anlässlich der Walter-Bud-Gedächtnisausstellung einen berührenden Nachruf auf den früh verstorbenen Künstler:

„Mit jedem jungen Menschenleben, das der Tod vor der Zeit fällt, bergen wir eine Hoffnung in die Erde. Jetzt sinken die hoffnungsreichen Leben wie Aehren vor Schnitters Hand, Garbe auf Garbe gemäht, und nur die Wenigen, deren Wirken sich bereits erwiesen, die mehr als ein Versprechen gewesen, die Erfüllung ahnen ließen, heben sich aus der Menge. Aber indem wir ihren Namen aussprechen und Eichenreis auf das Helden- und Künstlergrab legen, schweifen unsere Gedanken, schweift unser Dank zu all den namenlosen Hoffnungen, die da sanken für uns. Mit 25 Jahren hat Walter Bud vor Ypern den Heldentod erlitten. Wenn es einen Trost gibt gegenüber dem Leid, dann ist es der, daß ein Künstlerleben, ein Leben in Schönheit mit der Sehnsucht nach Schönheit, den schönsten Tod gefunden hat. Mit Träumeraugen, Rätsel suchend ist er durch die Welt geschritten, und mit dem großen Rätsel, dem Haß der Völker gegeneinander, ringend ist er hinübergegangen ins Land, wo alle Fragen verstummen. Ein hiesiges Gymnasium hat Walter Bud als einer der besten Schüler besucht, und sein scharfer Verstand, der sich oft zum Witz verdichtete, hat die Lehrer nicht geschont. Da sieht man alle als Karikaturen, lebenswahr und doch von der scherzhaften Seite erfaßt. (...) Von der Architektur (...) wandte sich der begabte Student ab und ging zur Kunst über. Sein Lehrgang führte von der Akademie in Dresden nach München zu Gröber und zu Peter Halm. Studienreisen schlossen sich an. Nun hängt im Kunstverein das Werk des zu früh Vollendeten. Da liegt das Skizzenbuch, das man bei dem Toten gefunden. Darüber blickt mit scharfen fragenden Augen das Selbstporträt. Es verstummt alles Werten und Urteilen. Dankbar für das schon Geleistete, achtungsvoll vor den Kräften, die sich entfalten sollten, legen wir den Kranz des Siegers an ein ringendes, tapferes Menschenleben. Unser graphisches Kabinett besitzt in drei lebensvollen Radierungen die reifsten Werke Walter Buds.“

## Werke (Auswahl)

Selbstporträt als Schüler
Porträt des Vaters
Porträt Rudolf Hoffmann
Porträt einer älteren Frau
Bärtiger Mann mit Schirm
Porträt einer Dame mit Hut
Junge Dame en profil
Porträt Erich Anschütz
Porträt einer jungen Frau